# 葉菜類
葉菜類（ようさいるい、英: leaf vegetables, leafy vegetables）とは、主に葉を食用部とする野菜のことであり、キャベツ、ホウレンソウ、セロリ、レタス、ネギなどがある。葉物（はもの）、葉物野菜（はものやさい）、葉野菜（はやさい）、菜葉（なっぱ）、菜（な）などとよばれることもある。
ウド、アスパラガス、タケノコなど地上部の茎を食用とする野菜は、茎菜類（けいさいるい、stem vegetables）とよばれる。葉と茎は分けずに利用されることも多く、葉菜類と茎菜類は合わせて葉茎菜類（ようけいさいるい）とよばれることもある。また、ブロッコリー、カリフラワー、食用菊、ミョウガなど花芽や花を食用とする野菜は、花菜類（かさいるい、flower vegetables）とよばれる。ただし、葉菜類、茎菜類、花菜類をまとめて葉菜類または葉茎菜類とすることも多い。以下では、この広義の葉菜類について解説する。

## 定義
野菜は、しばしば食用部に応じて分類されるが、果実以外の地上部を食用部とする野菜は、以下のように分けられることがある。
葉菜類（葉物、葉物野菜、葉物野菜、葉野菜、菜葉、菜）
食用部が葉である野菜。葉全体や葉身を食用部としていることが多いが、サトイモのズイキ、ルバーブ、フキ、セロリ、コブタカナなどは葉柄を食用部とする。
茎菜類
食用部が地上部の茎（地上茎）である野菜。アスパラガス、タケノコ、ウドなどが含まれる。コールラビは地上茎の基部が肥大したもの、マコモダケはマコモの花茎に黒穂病菌が感染して肥大したものをそれぞれ食用とする。また、ザーサイは茎用カラシナの茎が肥大したものを漬物にしたものである。茎菜類としてサトイモのズイキ、フキ、ワラビ、ゼンマイが挙げられることもあるが、植物形態学的にはこれらの食用部は茎ではなく葉柄である。
花菜類
食用部が花芽や花、花序（花の集まり）である野菜。多くは未熟な花芽（花蕾、花らい）を含む部分を食用とし、ブロッコリーやカリフラワーは花茎部の先に多数の花芽が密集したもの、アーティチョークは未熟な頭状花序の花床が肥厚したもの、ミョウガ’（花ミョウガ）は開花前の花序を食用とする。開花状態の花を食用とする野菜は食用菊など限られているが、近年では観賞用のものを食用に栽培して使用される例があり（トレニア、パンジー、バラなど）、エディブルフラワー (edible flower) とよばれる。
上記の野菜の中では、葉と茎、花芽を分けずに利用されることも多く、狭義の葉菜類と茎菜類、花菜類を合わせて広義の葉菜類または葉茎菜類とすることも多い。下表では、この広い意味での葉菜類（茎菜類、花菜類を含む）を示している。
野菜の定義は明瞭ではなく、日本では一般的に、主食とはされない草本性の栽培植物を野菜としているが、サンショウやウドなど木本に由来するものであっても副食に利用されるものは野菜（葉菜）として扱われることが多い。
広義の葉菜類は、以下のように分けられることがある。
- 菜類: アブラナ科の葉菜であり、キャベツ、ブロッコリー、ハクサイ、コマツナなどを含む。
- 生菜・香辛菜類: 生食用の葉菜であり、レタス、セロリ、パセリ、パクチー、シソ、バジル、ショウガ、ミョウガなどを含む。
- 柔菜類: 煮食用の葉菜であり、ミツバ、セリ、シュンギク、ホウレンソウ、アスパラガス、タケノコなどを含む。
- ネギ類: ネギ属の野菜であり、ネギ、ニラ、タマネギなどを含む。このうちタマネギやニンニク、ラッキョウは地中にできる鱗茎を食用部とし、根菜類に分類されることもある[17][10]。

キャベツやハクサイ、レタスのように葉が密に重なって球状になるものは結球性葉菜類とよばれる。葉が重なる様式には、キャベツやレタスのように互いに包み被さる（包被）ものと、ハクサイのように葉が互いに抱き合う（抱合）ものがある。結球性葉菜は葉が重なり合うことで軟白効果（光を遮断することによって茎葉の緑色化を防ぎ白色になる）が生じ、柔軟で青臭さがなく、また結球しないものに比べて輸送・貯蔵性が高い。一方、ホウレンソウやコマツナのように葉が密に重なり合っていないものは非結球性葉菜類とよばれる。

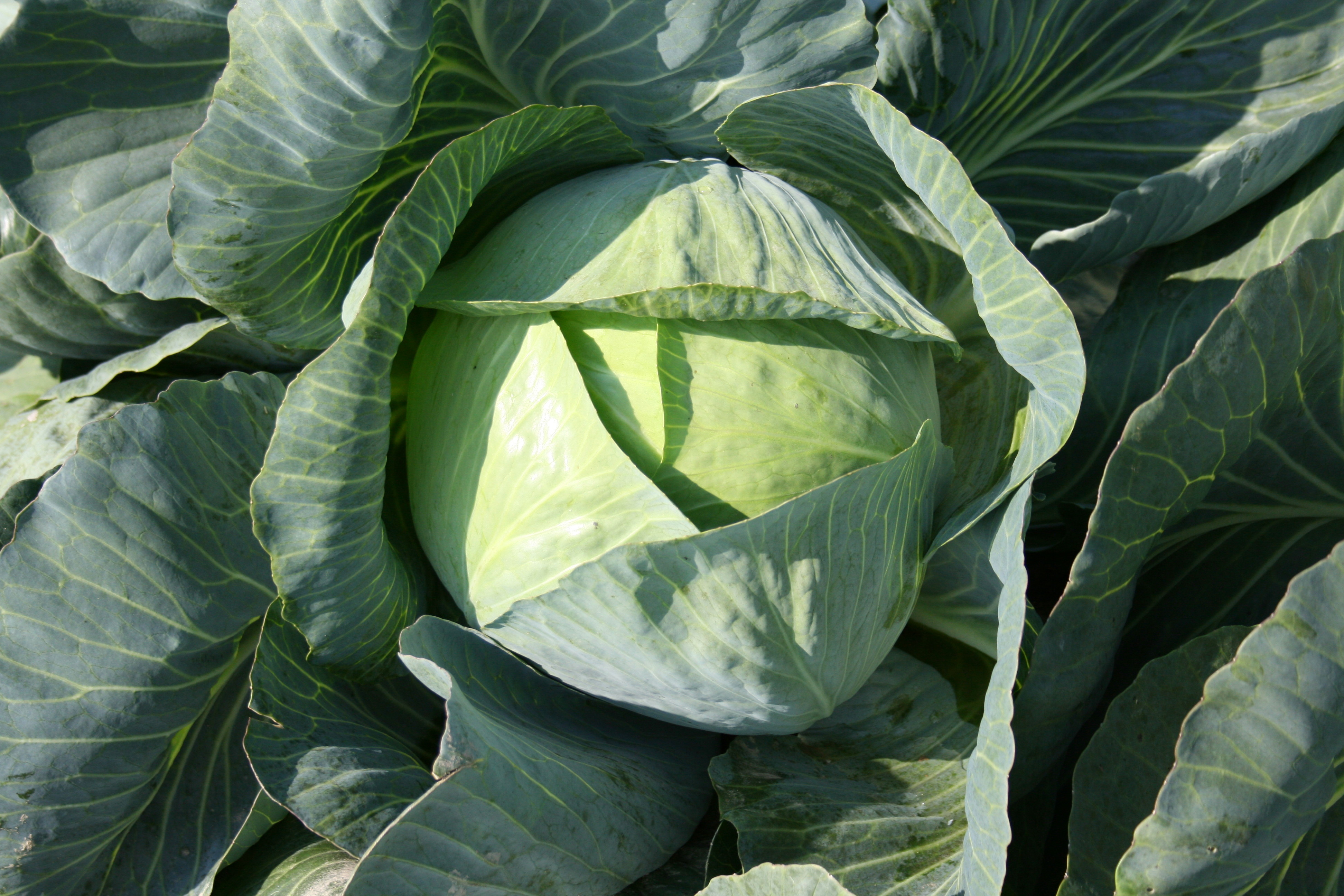
結球性のキャベツ

葉菜類の中には、発芽直後の幼植物体を食用とするものがあり、一般的にスプラウト（sprout、スプラウト野菜）とよばれ、また新芽野菜、発芽野菜ともよばれる。スプラウトは、モヤシ型（暗所で発芽・成長; 緑豆、ニンニクなど）、カイワレ型（暗所で発芽させ茎が伸びた後に光を当てて緑化; ダイコン、ソバなど）、中間型（発芽後に光を当てて緑化; ブロッコリーなど）、発芽したて（種皮ごと出荷; 玄米、コムギ、オオムギ、キヌア、アマランサス、ダイズなど）に分けられる。
葉菜類の中には、香りや辛味が強く、少量を料理に添えたり調味に使われるもの（香辛野菜）も多くある。日本料理ではサンショウ、シソ、ボウフウ、ミツバ、セリ、フキ、タデ、ショウガ、ミョウガ、ワサビ、ニラ、ネギ、ワケギ、アサツキなどが用いられ、薬味ともよばれる。西洋料理ではバジル、タイム、ラベンダー、ミント、ローズマリー、オレガノ、セイボリー、パセリ、チャービル、フェンネル、キャラウェイ、タラゴン、クレソン、ケイパー、レモングラスなどが用いられ、薬用、香料、美容などに用いられるものもまとめてハーブとも総称される。
栽培品である野菜に対して、野生品である食用植物は山菜とよばれ、フキやウド、アシタバ、ワラビなど茎葉を利用するものが多い。山菜は一般的に栽培効率が悪いため栽培されてこなかったが、近年では地域産品の需要や販路が拡大しており、これに伴って栽培されるようになったものも多く（ワラビ、ゼンマイ、ギョウジャニンニク、タラノキなど）、市販されている"山菜"の多くは栽培品であり、これらを野菜に含めることもある。

## 主な葉菜類
広義の葉菜（茎菜や花菜を含む）に分類されることがある野菜には、下表のようなものがある。分類学的にはさまざまな科のものがあるが、特にアブラナ科やヒユ科、セリ科、キク科、ヒガンバナ科（ネギ属）のものが多い。***は日本における指定野菜（消費量が多く、収穫量と出荷量が毎年調査される）、**は特定野菜（指定野菜に準ずる野菜; 特定地域に限るものもある）、*は地域特産野菜生産状況調査（調査は隔年）の対象種である（2024年現在）。
| 画像 | 名称［英名］ | 分類群                                                         | 利用部位                                         | 用途［食用以外の利用］                                                      |
| ---- | --- | -------------------------------------------------------------- | ------------------------------------------------ | --------------------------------------------------------------------------- |
|      | キャベツ***［cabbage］ メキャベツ*［Brussels sprout］ ケール［kale］ カイラン［gai lan］ ブロッコリー**［broccoli］ カリフラワー**［cauliflower］ コールラビ［kohlrabi］                                                                                  | アブラナ科アブラナ属 Brassica oleracea                         | 葉、茎、花芽、スプラウト                         | 生食、炒め物、煮物、漬物など                                                |
|      | ハクサイ***［napa cabbage］ ツケナ類*（狭義）（コマツナ**、ノザワナ、ミズナ（キョウナ）**、ミブナ、ヒロシマナ、オオサカシロナ、サイシン、タアサイ*、タイサイ、コウサイタイ、チンゲンサイ**、パクチョイ、サントウサイ、ナバナ*など） ※アブラナ、カブと同種 | アブラナ科アブラナ属 Brassica rapa                             | 葉、花芽、種子、胚軸                             | 煮物、炒め物、漬物など ［油］                                               |
|      | セイヨウアブラナ（洋種ナタネ、西洋ナタネ） （カブレナ、ミヤウチナ、カワナガレナ、ノラボウナ、ナバナ*、ハクラン、センポウサイなど） | アブラナ科アブラナ属 Brassica napus                            | 葉、茎、花芽、種子                               | 漬物、煮物、炒め物など ［油］                                               |
|      | カラシナ類［leaf mustard］（カラシナ、タカナ、カツオナ、アザミナ、ネカラシナ、キガラシ、セリホン（セリフォン）、ザーサイなど） | アブラナ科アブラナ属 Brassica juncea                           | 葉、茎、根、種子                                 | 漬物、煮物、香辛料（和がらし）など ［薬用］                                 |
|      | ダイコン［daikon］ （カイワレダイコン*など） | アブラナ科ダイコン属 Raphanus sativus                          | 根、葉、スプラウト                               | 生食、おひたし、汁物、漬物など                                              |
|      | クレソン*（オランダガラシ） ［watercress］ | アブラナ科オランダガラシ属 Nasturtium officinale               | 茎葉                                             | 生食、おひたし、汁物、蒸し物など                                            |
|      | コショウソウ（ガーデンクレス） ［garden cress］ | アブラナ科マメグンバイナズナ属 Lepidium sativum                | スプラウト、種子                                 | サラダなど ［薬用］                                                         |
|      | ルッコラ*（キバナスジシロ、ロケット、ロケットサラダ） ［rocket, arugula］ | アブラナ科キバナスズシロ属 Eruca vesicaria                     | 葉、スプラウト、種子                             | 生食、和え物、炒め物など ［油］                                             |
|      | ナズナ ［shepherd's-purse］ | アブラナ科ナズナ属 Capsella bursa-pastoris                     | 葉                                               | 粥、炒め物、スープなど ［薬用］                                             |
|      | ハマナ（シーケール） ［sea kale］ | アブラナ科ハマナ属 Crambe maritima                             | 葉柄                                             | 煮食、サラダなど                                                            |
|      | ケッパー（ケーパー、セイヨウフウチョウボク） ［caper］ | フウチョウボク科フウチョウボク属 Capparis spinosa              | 花芽、葉、果実、根                               | ピクルスなど ［薬用］                                                       |
|      | ノウゼンハレン（キンレンカ） ［nasturtium］ | ノウゼンハレン科ノウゼンハレン属 Tropaeolum majus              | 葉、花、果実                                     | 生食、煮食、ピクルスなど ［観賞用］                                         |
|      | モロヘイヤ*（シマツナソ） ［Jew's mallow］ | アオイ科ツナソ属 Corchorus olitorius                           | 葉                                               | サラダ、和え物、炒め物、天ぷら、汁物、つなぎなど                            |
|      | オカノリ（フユアオイ、ハタケナ、ノリナ） ［curled mallow］ | アオイ科ゼニアオイ属 Malva verticillata                        | 葉                                               | おひたし、天ぷら、塩漬けなど ［薬用］                                       |
|      | ローゼル ［roselle］ | アオイ科フヨウ属 Hibiscus sabdariffa                           | 萼、苞、茎葉、種子                               | 生食、カレー、調味料、飲料など ［薬用、染料、繊維］                         |
|      | チャンチン ［Chinese mahogany］ | センダン科チャンチン属 Toona sinensis                          | 茎葉、芽                                         | 炒め物、和え物、揚げ物、漬物など ［薬用］                                   |
|      | サンショウ ［Japanese pepper］ | ミカン科サンショウ属 Zanthoxylum piperitum                     | 芽、果実、樹皮                                   | 木の芽味噌、花ザンショウ、実ザンショウ、粉ザンショウなど ［薬用、すりこぎ］ |
|      | ナンヨウザンショウ（オオバゲッキツ） ［curry tree］ | ミカン科ゲッキツ属 Bergera koenigii                            | 葉                                               | ハーブなど ［薬用］                                                         |
|      | ヘンルーダ ［rue］ | ミカン科ヘンルーダ属 Ruta graveolens                           | 葉                                               | ハーブなど ［薬用］                                                         |
|      | ゼラニウム ［geranium］ | フウロソウ科テンジクアオイ属 Pelargonium spp.                  | 葉、花                                           | ハーブなど ［観賞用］                                                       |
|      | アマメシバ ［katuk］ | コミカンソウ科フヨウオオシマコバンノキ属 Breynia androgyna     | 葉、果実                                         | 煮食、ジャムなど ［薬用］                                                   |
|      | シロゴチョウ ［vegetable hummingbird］ | マメ科ツノクサネム属 Sesbania grandiflora                      | 枝葉、花、果実                                   | カレーなど ［薬用、飼料］                                                   |
|      | コロハ（フェヌグリーク） ［fenugreek］ | マメ科コロハ属 Trigonella foenum-graecum                       | 茎葉、種子                                       | カレー、炒め物など ［飼料、薬用］                                           |
|      | ホソミエビスグサ（ロッカクソウ、エビスグサモドキ、コエビスグサ） | マメ科センナ属 Senna tora                                      | 葉、花、果実                                     | 煮食など ［薬用］                                                           |
|      | ナンテンハギ（アズキハギ、アズキナ、フタバハギ、タニワタシ） | マメ科ソラマメ属 Vicia unijuga                                 | 茎葉                                             | おひたしなど                                                                |
|      | ウマゴヤシ ［California burclover］ | マメ科ウマゴヤシ属 Medicago polymorpha                         | 幼茎葉                                           | 炒め物、塩漬けなど ［飼料］                                                 |
|      | アルファルファ（ムラサキウマゴヤシ） ［alfalfa］ | マメ科ウマゴヤシ属 Medicago sativa                             | スプラウト、茎葉                                 | サラダなど ［飼料］                                                         |
|      | 豆もやし ［bean sprout］ | マメ科の数種                                                   | スプラウト                                       | 炒め物、和え物、鍋物、汁物など                                              |
|      | ウワバミソウ（ミズ、ミズナ） | イラクサ科ウワバミソウ属 Elatostema involucratum               | 茎、若葉、根、むかご                             | 浅漬け、炒め物、汁物、おひたし、煮付け、炒め物、天ぷら、佃煮など            |
|      | ミヤマイラクサ | イラクサ科ムカゴイラクサ属 Laportea cuspidata                  | 茎葉（アイコ）                                   | おひたし、和え物、汁物、あんかけ、炒め物、漬物、天ぷらなど                  |
|      | ヤナギタデ（タデ*、ホンタデ、マタデ、ベニタデ） ［water pepper］ | タデ科イヌタデ属 Persicaria hydropiper                         | 茎葉、スプラウト                                 | つま、タデ酢など                                                            |
|      | ソレル（スイバ） ［sorrel］ | タデ科スイバ属 Rumex acetosa                                   | 芽                                               | サラダ、ソース、スープなど ［薬用、染色］                                   |
|      | ルバーブ（ショクヨウダイオウ） ［rhubarb］ | タデ科ダイオウ属 Rheum × hybridum                              | 葉柄                                             | 生食、煮物、ジャム、ソース、ゼリーなど                                      |
|      | ダッタンソバ ［Tartary buckwheat］ | タデ科ソバ属 Fagopyrum tataricum                               | 葉、果実                                         | 煮食、粉食など ［薬用］                                                     |
|      | ヒユ（ヒユナ、ヤサイビユ、モミジガサ、シドケ、シドキ） ［edible amaranth］ | ヒユ科ヒユ属 Amaranthus tricolor                               | 葉                                               | 煮物、カレー、炒め物、汁物など                                              |
|      | ノゲイトウ ［feather cockscomb］ | ヒユ科ケイトウ属 Celosia argentea                              | 茎葉、種子                                       | 煮食など ［薬用］                                                           |
|      | ツルノゲイトウ ［sessile joyweed］ | ヒユ科ツルノゲイトウ属 Alternanthera sessilis                  | 茎葉                                             | 煮食など ［薬用、飼料］                                                     |
|      | ホウキギ | ヒユ科ムヒョウソウ属 Bassia scoparia                           | 葉、種子（とんぶり）                             | おひたし、和え物、三杯酢など                                                |
|      | ホウレンソウ*** ［spinach］ | ヒユ科ホウレンソウ属 Spinacia oleracea                         | 葉                                               | おひたし、和え物、サラダ、汁の実など                                        |
|      | ヤマホウレンソウ ［garden orache］ | ヒユ科ハマアカザ属 Atriplex hortensis                          | 茎葉                                             | 煮物など ［薬用］                                                           |
|      | アカザ ［tree spinach］ | ヒユ科アカザ属 Chenopodium giganteum                           | 葉、種子                                         | 煮食など ［薬用、染料］                                                     |
|      | フダンソウ（アマナ、ウマイナ、トウチシャ、スイスチャード） ［leaf-beet］ ※テンサイ、テーブルビートなどと同種 | ヒユ科フダンソウ属 Beta vulgaris                               | 葉                                               | おひたし、煮物、炒め物など                                                  |
|      | オカヒジキ（オカミル、ミルナ） | ヒユ科オカヒジキ属 Salsola komarovii                           | 茎葉                                             | 和え物など                                                                  |
|      | マツナ | ヒユ科マツナ属 Suaeda glauca                                   | 茎葉、種子                                       | つま、汁物など ［油］                                                       |
|      | ツルナ（ハマヂシャ） ［New Zealand spinach］ | ハマミズナ科ツルナ属 Tetragonia tetragonoides                  | 芽                                               | おひたし、和え物、汁物など                                                  |
|      | アイスプラント ［iceplant］ | ハマミズナ科メセンブリアンテマ属 Mesembryanthemum crystallinum | 葉                                               | 生食、天ぷらなど                                                            |
|      | ツルムラサキ* ［Ceylon spinach］ | ツルムラサキ科ツルムラサキ属 Basella alba                      | 茎葉                                             | おひたし、炒め物、天ぷらなど ［薬用、染料、観賞用］                         |
|      | アカザカズラ ［Madeira vine］ | ツルムラサキ科アカザカズラ属 Anredera cordifolia               | 葉、塊茎                                         | 煮食など                                                                    |
|      | スベリヒユ ［purslane］ | スベリヒユ科スベリヒユ属 Portulaca oleracea                    | 茎葉、種子                                       | 生食、煮食など ［薬用、飼料］                                               |
|      | 食用ウチワサボテン ［nopal］ | サボテン科ウチワサボテン属 Opuntia ficus-indica など           | 茎、果実                                         | 生食、炒め物、煮物など ［飼料、化粧品、染料］                               |
|      | ボリジ（ルリジサ、ルリジシャ） ［borage］ | ムラサキ科ルリジシャ属 Borago officinalis                      | 茎葉、花                                         | ハーブなど ［薬用］                                                         |
|      | クコ ［Chinese matrimony-vine］ | ナス科クコ属 Lycium chinense                                   | 茎葉、果実                                       | 炒め物など ［薬用］                                                         |
|      | ヨウサイ（クウシンサイ、エンサイ） ［water spinach］ | ヒルガオ科サツマイモ属 Ipomoea aquatica                        | 茎葉                                             | 煮物、和え物、汁物、炒め物など ［薬用、飼料］                               |
|      | ヨルガオ ［moonflower］ | ヒルガオ科サツマイモ属 Ipomoea alba                            | 葉、萼                                           | 煮食、スープ、カレーなど ［薬用］                                           |
|      | シソ*［shiso］ エゴマ［deulkkae］ | シソ科シソ属 Perilla frutescens                                | 葉、芽、花穂、果実                               | つま、天ぷら、漬物、ふりかけなど ［油］                                     |
|      | ローズマリー（マンネンロウ、マンルソウ） ［rosemary］ | シソ科アキギリ属 Salvia rosmarinus                             | 茎葉                                             | ハーブなど ［香料、薬用］                                                   |
|      | セージ（セイジ、ヤクヨウサルビア） ［common sage］ | シソ科アキギリ属 Salvia officinalis                            | 茎葉                                             | ハーブなど ［薬用］                                                         |
|      | タイム ［thyme］ | シソ科イブキジャコウソウ属 Thymus vulgaris                     | 茎葉                                             | ハーブなど ［薬用］                                                         |
|      | ミント ［mint］ | シソ科ハッカ属 Mentha spp.                                     | 茎葉                                             | ハーブなど ［薬用］                                                         |
|      | バジル（メボウキ） ［basil］ | シソ科メボウキ属 Ocimum basilicum                              | 茎葉                                             | ハーブなど ［香料、薬用、観賞用］                                           |
|      | オレガノ ［oregano］ | シソ科ハナハッカ属 Origanum vulgare                            | 茎葉、花                                         | ハーブなど ［薬用、観賞用］                                                 |
|      | セイボリー（キダチハッカ） ［savory］ | シソ科キダチハッカ属 Satureja hortensis                        | 茎葉                                             | ハーブなど ［薬用］                                                         |
|      | ヒソップ（ヤナギハッカ） ［hyssop］ | シソ科ヤナギハッカ属 Hyssopus officinalis                      | 茎葉、花                                         | ハーブなど ［薬用］                                                         |
|      | レモンバーム（コウスイハッカ） ［lemon balm］ | シソ科コウスイハッカ属 Melissa officinalis                     | 茎葉                                             | ハーブなど ［薬用］                                                         |
|      | セリ* ［Java waterdropwort］ | セリ科セリ属 Oenanthe javanica                                 | 茎葉、根                                         | おひたし、和え物、吸い物、鍋物、キムチなど                                  |
|      | ミツバ** ［Japanese honewort］ | セリ科ミツバ属 Cryptotaenia canadensis                         | 茎葉、根                                         | 汁の実、酢の物、おひたし、天ぷら                                            |
|      | アシタバ | セリ科シシウド属 Angelica keiskei                              | 葉                                               | 天ぷら、おひたし、和え物、炒め物など                                        |
|      | ロベージ（ラベージ） ［lovage］ | セリ科ロベージ属 Levisticum officinale                         | 葉                                               | スープなど                                                                  |
|      | セロリ**［celery］ スープセロリ（キンサイ） | セリ科セロリ属 Apium graveolens                                | 茎葉、根、種子                                   | 生食、シチュー、スープ、天ぷら、漬物など                                    |
|      | パセリ* ［parsley］ | セリ科オランダミツバ属 Petroselinum crispum                    | 葉                                               | つま、香味料など                                                            |
|      | ハマボウフウ ［hamabofu］ | セリ科ハマボウフウ属 Glehnia littoralis                        | 芽、根                                           | つま、おひたし、和え物、漬物、汁物、茶碗蒸しなど ［薬用］                   |
|      | パクチー*（コリアンダー、コエンドロ、コウサイ、シャンツァイ） ［coriander］ | セリ科コエンドロ属 Coriandrum sativum                          | 茎葉、果実                                       | 生食、スープ、和え物、油炒めなど ［薬用］                                   |
|      | フェンネル（ウイキョウ） ［fennel］ | セリ科ウイキョウ属 Foeniculum vulgare                          | 葉、果実                                         | ハーブなど ［薬用］                                                         |
|      | チャービル（セルフィーユ） ［chervil］ | セリ科シャク属 Anthriscus cerefolium                           | 葉                                               | ハーブなど                                                                  |
|      | アニス ［anise］ | セリ科ミツバグサ属 Pimpinella anisum                           | 葉、果実                                         | ハーブ、香辛料など ［薬用］                                                 |
|      | キャラウェイ（ヒメウイキョウ） ［caraway］ | セリ科ヒメウイキョウ属 Carum carvi                             | 茎葉、果実                                       | 香辛料など                                                                  |
|      | イノンド（ディル、ジラ、ニオイウイキョウ） ［dill］ | セリ科イノンド属 Anethum graveolens                            | 茎葉、果実                                       | 香辛料など                                                                  |
|      | ウド* ［udo］ | ウコギ科タラノキ属 Aralia cordata                              | 芽、茎                                           | 酢の物、つま、煮物、漬物、汁物、天ぷらなど                                  |
|      | タラノキ ［Japanese angelica tree］ | ウコギ科タラノキ属 Aralia elata                                | 芽                                               | 天ぷら、和え物、煮物、漬物など                                              |
|      | コシアブラ（ゴンゼツノキ、ウサギカジリ） | ウコギ科コシアブラ属 Chengiopanax sciadophylloides             | 芽、［樹皮、材］                                 | 天ぷら、おひたし、和え物など ［塗料、器具材］                               |
|      | レタス***（チシャ）［lettuce］ 結球性レタス（タマヂシャ、ヘッドレタス、キャベツレタス） リーフレタス（サニーレタス、サンチュなど） カッティングレタス（掻きチシャ） コスレタス（立ちヂシャ、立レタス、ロメインレタス） ステムレタス（茎レタス）           | キク科アキノノゲシ属 Lactuca sativa                            | 葉、茎                                           | 生食、煮食など                                                              |
|      | エンダイブ（キクヂシャ、ニガチシャ、メリケンサラダ） ［endive］ | キク科キクニガナ属 Cichorium endivia                           | 葉                                               | 生食、煮物など                                                              |
|      | チコリー（キクニガナ）［chicory］ トレビス（ラディッキオ、キオッジャ）［radicchio］ | キク科キクニガナ属 Cichorium intybus                           | 葉、根                                           | 生食など                                                                    |
|      | タンポポ ［dandelion］ | キク科タンポポ属 Taraxacum spp.                                | 葉、根                                           | おひたし、和え物、サラダ、炒め物など ［薬用］                               |
|      | ホソバワダン（ンジャナ、ニガナ） | キク科アゼトウナ属 Crepidiastrum lanceolatum                   | 葉                                               | 和え物、炒め物など ［薬用］                                                 |
|      | アーティチョーク（チョウセンアザミ） ［artichoke］ | キク科チョウセンアザミ属 Cynara scolymus                       | 花芽                                             | 生食、煮食、スープ、グラタン、フライなど                                    |
|      | カルドン ［cardoon］ | キク科チョウセンアザミ属 Cynara cardunculus                    | 花芽、葉柄                                       | 煮食など                                                                    |
|      | フキ** ［Japanese butterbur］ | キク科フキ属 Petasites japonicus                               | 葉柄、花茎                                       | 生食、煮物、和え物、天ぷらなど ［薬用］                                     |
|      | ツワブキ | キク科ツワブキ属 Farfugium japonicum                           | 葉柄、花茎                                       | 煮物、和え物、揚げ物、佃煮など ［薬用、観賞用］                             |
|      | モミジガサ（シドケ、シドキ） | キク科モミジガサ属 Japonicalia delphiniifolia                  | 茎葉                                             | おひたし、天ぷら、汁物、煮付け、ごま和えなど                                |
|      | スイゼンジナ | キク科サンシチソウ属 Gynura bicolor                            | 若葉                                             | 酢の物など ［観賞用］                                                       |
|      | シュンギク** ［garland chrysanthemum］ | キク科シュンギク属 Glebionis coronaria                         | 茎葉                                             | 鍋物、おひたしなど                                                          |
|      | ショクヨウギク*（リョウリギク） ※観賞用のキクと同種 | キク科キク属 Chrysanthemum × morifolium                        | 花弁、葉                                         | 酢の物、天ぷら、菊のりなど                                                  |
|      | キンセンカ（カレンデュラ） ［pot marigold］ | キク科キンセンカ属 Calendula officinalis                       | 花、葉                                           | ハーブなど ［薬用］                                                         |
|      | タラゴン ［tarragon］ | キク科ヨモギ属 Artemisia dracunculus                           | 葉                                               | ハーブなど ［薬用］                                                         |
|      | ヨモギ（フーチバー） | キク科ヨモギ属 Artemisia indica                                | 葉、芽                                           | おひたし、汁物、 炊き込みご飯、草餅など ［もぐさ、薬用］                    |
|      | ノヂシャ（コーンサラダ、マーシュ、ラプンツェル） ［cornsalad］ | スイカズラ科ノヂシャ属 Valerianella locusta                    | 葉                                               | 生食、スープなど                                                            |
|      | ホンカンゾウ ［orange day-lily］ | ワスレグサ科ワスレグサ属 Hemerocallis fulva                    | 花、葉                                           | 生食、煮食、和え物、汁物など ［薬用］                                       |
|      | ギボウシ（ウルイ、ウリッパ、アマナ） ［plantain lily］ | キジカクシ科ギボウシ属 Hosta spp.                              | 若葉                                             | 天ぷら、和え物、汁物など                                                    |
|      | アスパラガス**（マツバウド） ［asparagus］ | キジカクシ科キジカクシ属 Asparagus officinalis                 | 茎                                               | サラダ、天ぷら、炒め物など                                                  |
|      | ネギ*** ［bunching onion］ | ヒガンバナ科ネギ属 Allium fistulosum                           | 葉                                               | 薬味、煮物、焼き物、炒め物など ［薬用］                                     |
|      | リーキ ［leek］ | ヒガンバナ科ネギ属 Allium ampeloprasum                         | 葉                                               | 生食、煮物、スープなど                                                      |
|      | ワケギ** ［tree onion］ | ヒガンバナ科ネギ属 Allium × proliferum                         | 葉                                               | 薬味、ぬた、汁物など                                                        |
|      | ニラ** ［garlic chives］ | ヒガンバナ科ネギ属 Allium tuberosum                            | 葉、種子                                         | 炒め物、おひたし、汁物、餃子など ［薬用］                                   |
|      | アサツキ（エゾネギ、チャイブ） ［chives］ | ヒガンバナ科ネギ属 Allium schoenoprasum                        | 葉、鱗茎                                         | 薬味、酢味噌和え、三杯酢など ［観賞用］                                     |
|      | タマネギ***［onion］ エシャロット*［shallot］ | ヒガンバナ科ネギ属 Allium cepa                                 | 鱗茎                                             | 生食、煮物、炒め物、揚げ物、漬物など                                        |
|      | ニンニク** ［garlic］ | ヒガンバナ科ネギ属 Allium sativum                              | 茎葉、鱗茎                                       | 薬味、生食など ［薬用］                                                     |
|      | ラッキョウ** ［Chinese onion］ | ヒガンバナ科ネギ属 Allium chinense                             | 鱗茎                                             | 漬物、煮物など ［薬用］                                                     |
|      | ギョウジャニンニク | ヒガンバナ科ネギ属 Allium victorialis subsp. platyphyllum      | 若葉、つぼみ、鱗茎                               | おひたし、和え物、汁物、炒め物、天ぷらなど                                  |
|      | ショウガ （葉しょうが*） ［ginger］ | ショウガ科ショウガ属 Zingiber officinale                       | 葉、根茎                                         | 薬味、香辛料、漬物など ［薬用］                                             |
|      | ミョウガ** ［mioga］ | ショウガ科ショウガ属 Zingiber mioga                            | 花芽、茎                                         | 吸物、漬物、おひたしなど                                                    |
|      | ガマ ［common cattail］ | ガマ科ガマ属 Typha latifolia                                   | 葉 (仮茎)                                        | 煮物、炒め物など                                                            |
|      | タケノコ ［bamboo shoot］ | イネ科 マダケ属など                                            | 地下茎からの若茎                                 | 生食、煮物、天ぷら、メンマなど                                              |
|      | マコモ ［Manchurian wildrice］ | イネ科マコモ属 Zizania latifolia                               | 黒穂菌に寄生された茎（マコモダケ）、葉、根、果実 | 炒め物、ラーメン、酢豚など ［薬用、繊維、染色］                             |
|      | レモングラス（レモンソウ） ［lemon grass］ | イネ科オガルカヤ属 Cymbopogon citratus                         | 葉                                               | ハーブなど                                                                  |
|      | ドクダミ ［fish mint］ | ドクダミ科ドクダミ属 Houttynia cordata                         | 葉、地下茎                                       | 生食、炒め物、揚げ物など ［薬用］                                           |
|      | ジュンサイ ［watershield］ | ハゴロモモ科ジュンサイ属 Brasenia schreberi                    | 芽、若葉                                         | 酢の物、酢味噌和え、汁の実、羹など                                          |
|      | ゼンマイ ［Asian royal fern］ | ゼンマイ科ゼンマイ属 Osmunda japonica                          | 幼葉                                             | 和え物、おひたし、煮物、炒め物など                                          |
|      | ワラビ ［bracken］ | コバノイシカグマ科ワラビ属 Pteridium aquilinum                 | 幼葉、根茎                                       | 和え物、おひたし、煮物、汁物、わらび餅など                                  |
|      | クサソテツ（コゴミ） ［ostrich fern］ | コウヤワラビ科クサソテツ属 Matteuccia struthiopteris           | 幼葉                                             | おひたし、天ぷら、漬物など                                                  |
|      | スギナ（ツクシ） ［horse tail］ | トクサ科トクサ属 Equisetum arvense                             | 幼茎                                             | 和え物、煮物、おひたしなど                                                  |

## ギャラリー

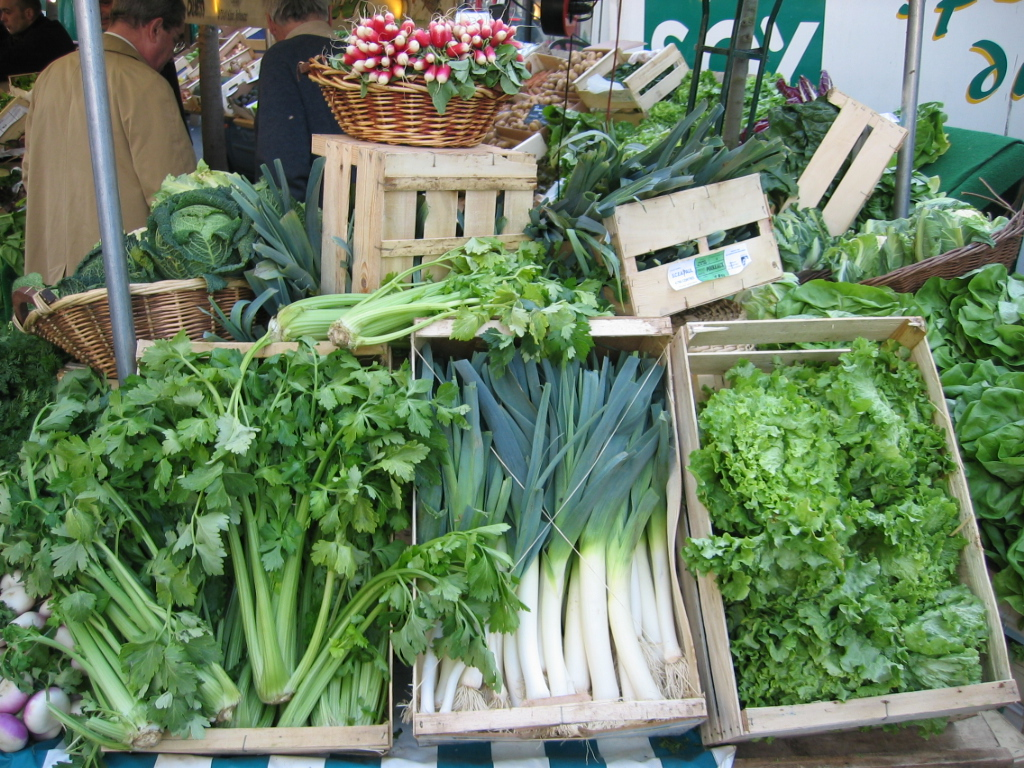
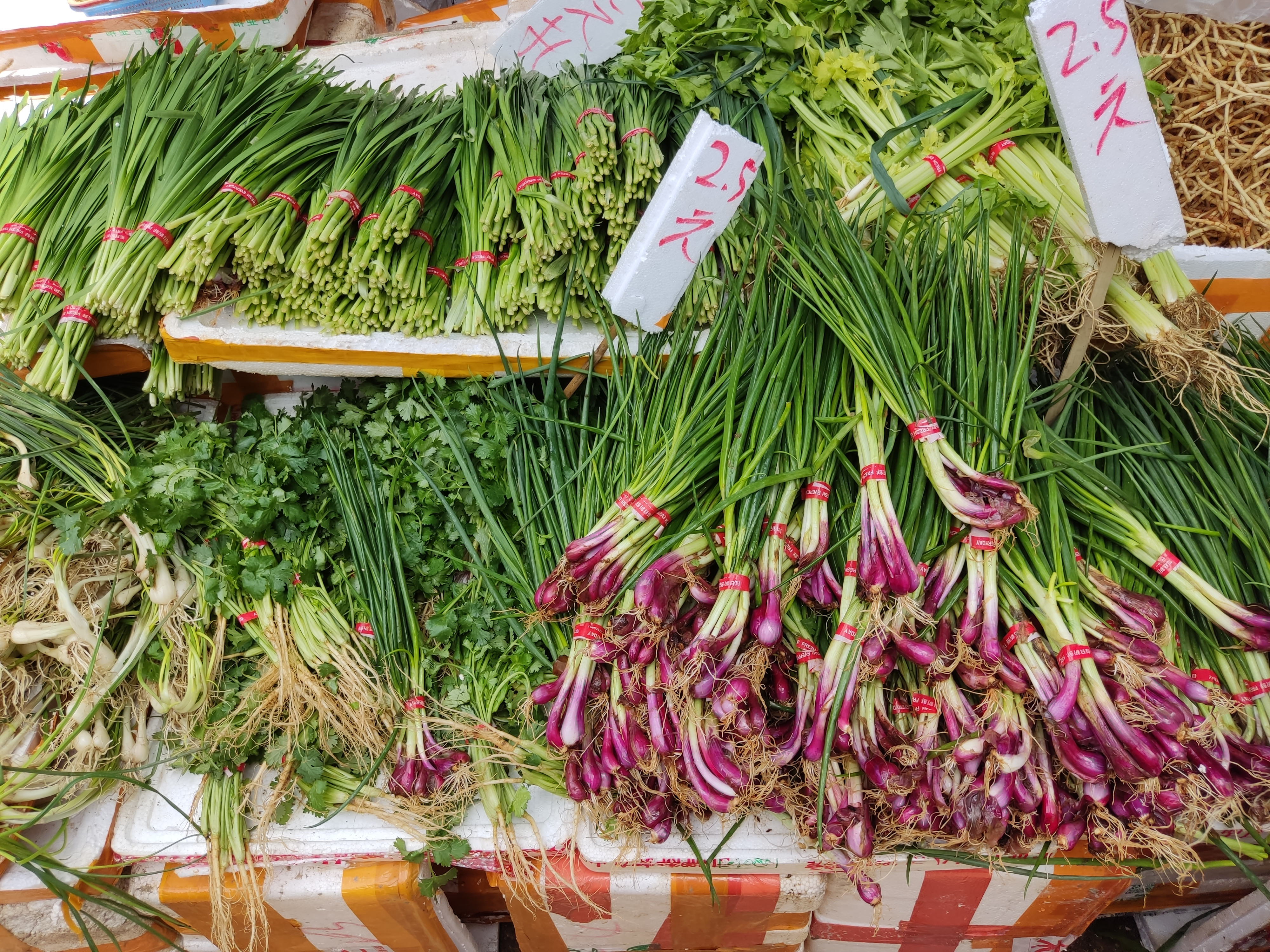
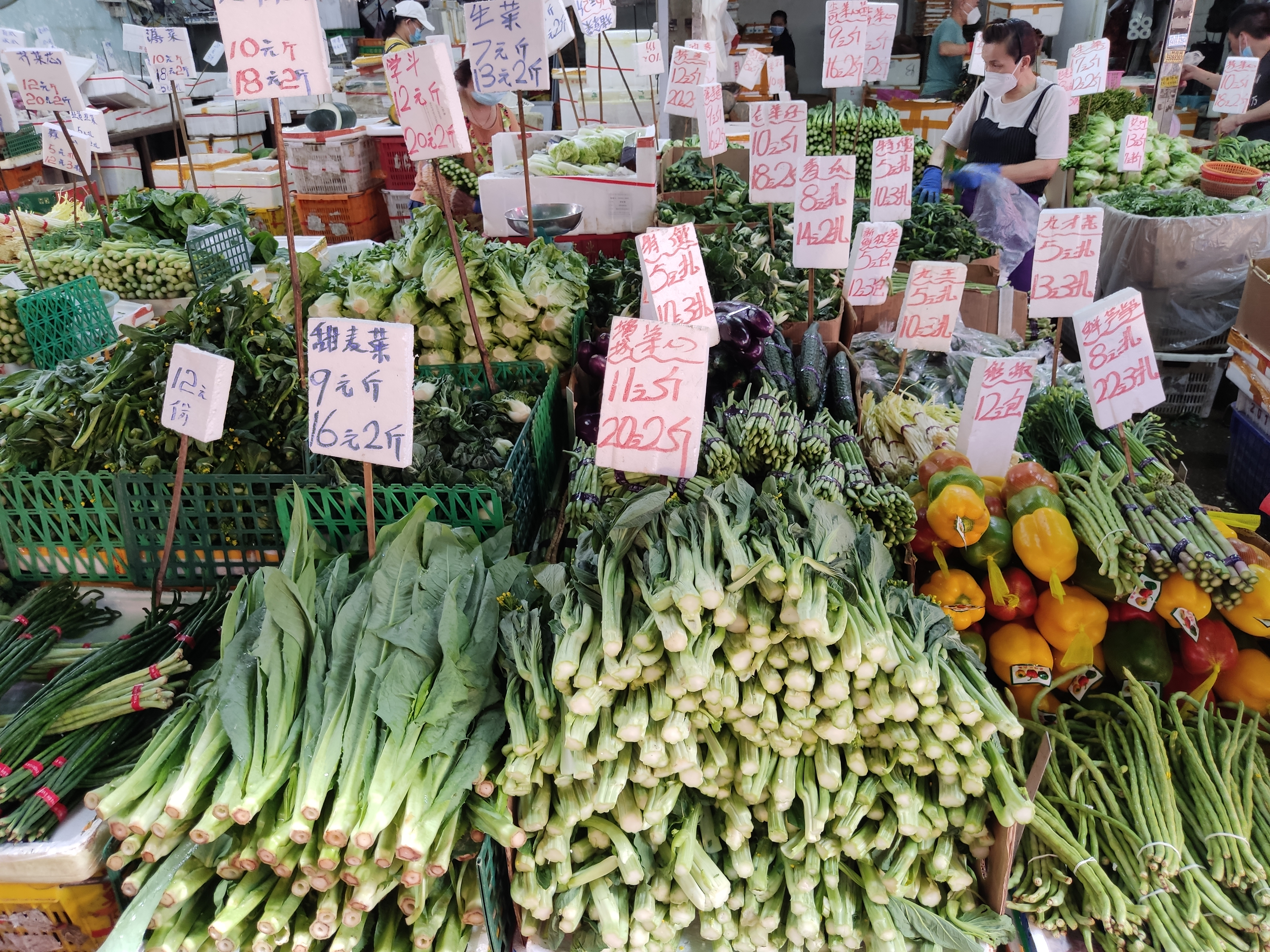
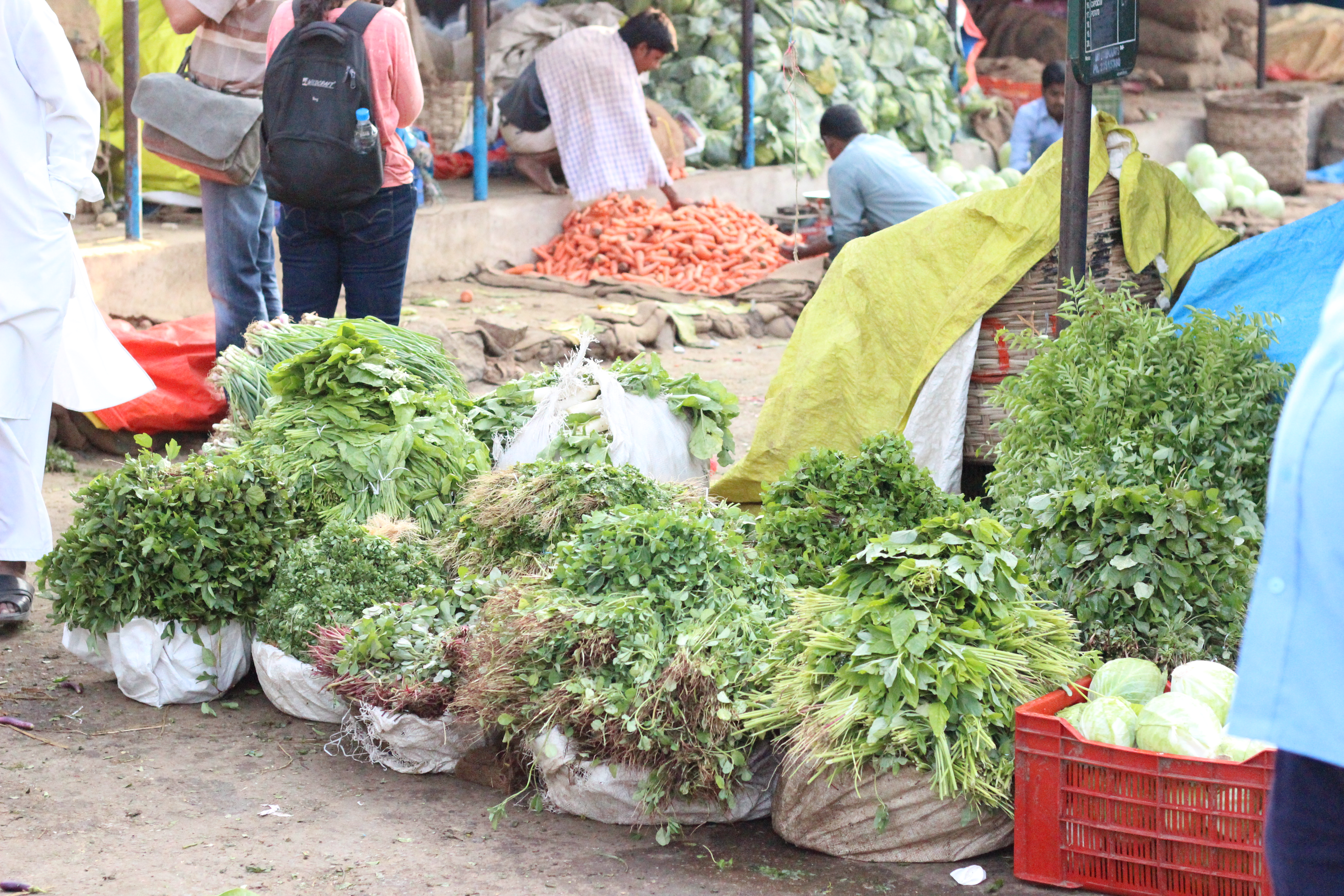
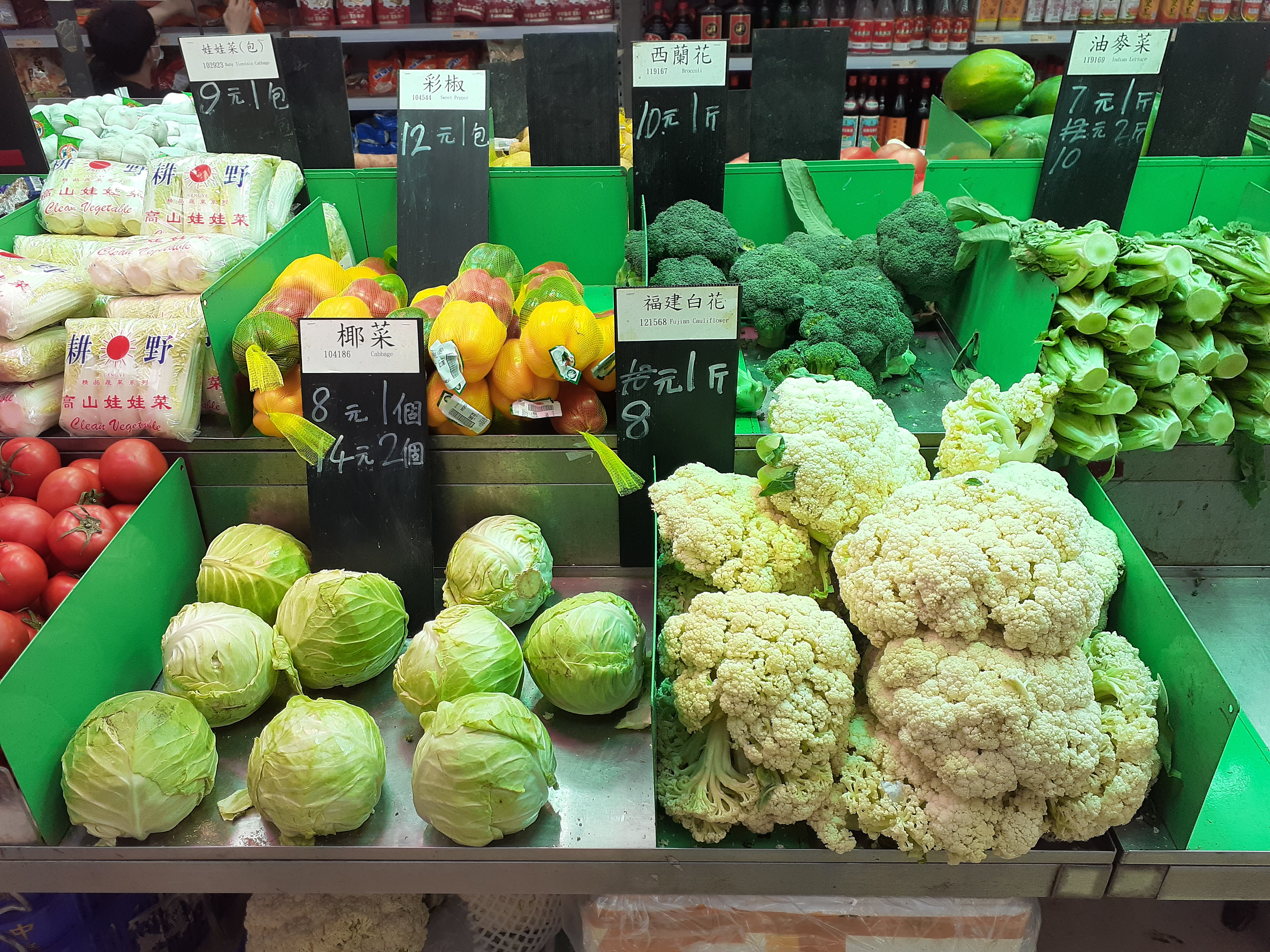